# 冬山庄
冬山庄為臺灣日治時期1920年10月至1945年10月間存在之行政區，轄屬台北州羅東郡。今宜蘭縣冬山鄉。

## 行政區劃
冬山庄在清治時期及日治時期初期原屬紅水溝堡、清水溝堡、羅東堡、利澤簡堡的庄，在1896年6月23日隸屬臺北縣宜蘭支廳，在1897年6月10日隸屬宜蘭廳。1898年6月28日，隸屬「羅東辨務署」；同年7月15日，利澤簡堡三堵庄改隸新設的「羅東辨務署利澤簡支署」。1900年10月1日，宜蘭廳分支機構「辦務署」改為「出張所」；同年12月17日，宜蘭廳實施街庄整併，冬山地區整併為以下17庄：
- 紅水溝堡：冬瓜山庄、阿兼城庄、鹿埔、順安、打那美、員山庄、太和庄、香員宅庄
- 清水溝堡：廣興
- 羅東堡：武淵、九份庄、武罕庄、珍珠里簡庄、補城地庄、奇武荖庄
- 利澤簡堡：三堵

1901年1月11日，宜蘭廳的區管轄範圍調整，冬山地區劃分為第7、9、10、13區；同年11月11日，宜蘭廳改設頭圍、羅東、叭哩沙支廳，冬山地區隸屬「羅東支廳」。1903年5月1日，冬山地區改編為第10、11、12、13區。1905年7月6日，區的名稱由數字改為地名。1909年10月2日，部分宜蘭廳蕃地被編為浮洲堡的「小南澳庄」，以及被併入冬瓜山庄、阿兼城庄、員山庄、太和庄。1920年10月1日，原堡里之行政區廢除，街庄改為大字，「冬瓜山」改稱「冬山」；前述17庄合併為臺北州羅東郡「冬山庄」，轄域內分為冬山、阿兼城、鹿埔、順安、打那美、員山、太和、香員宅、廣興、小南澳、武淵、九分、武罕、珍珠里簡、補城地、奇武荖、三堵等17個大字。
- 三堵大字下有「三堵」、「二堵」、「頭堵」小字名
- 武淵大字下有「武淵」、「埤頭」小字名
- 補城地大字下有「補城地」、「里腦」小字名
- 阿兼城大字下有「阿兼城」、「內圍」、「尛尛」小字名
- 冬山大字下有「冬山」、「南興」小字名
- 太和大字下有「太和」、「楓樹橋」小字名
- 順安大字下有「順安」、「紅水溝」小字名
- 員山大字下有「八寶」、「公埔」、「零工圍」小字名
- 九分大字下有「九分」、「八仙」小字名
- 廣興大字下有「廣興」、「柯子林」小字名
- 鹿埔大字下有「鹿埔」、「松樹門」、「龍目井」、「茅埔圍」小字名[10]

1922年1月13日，羅東郡蕃地的內員山、大湖桶山（部分）被併入冬山庄的小南澳。二戰後，冬山庄在1946年改為臺北縣羅東區冬山鄉，在1950年改為宜蘭縣冬山鄉。
| 原街庄                                                                 | 1901年 | 1903年 | 1909年-1920年 | 1909年-1920年 | 1920年-1945年 | 1920年-1945年 | 1946年- |
| 原街庄                                                                 | 區     | 區     | 區            | 庄            | 庄            | 大字          | 鄉      |
| ---------------------------------------------------------------------- | ------ | ------ | ------------- | ------------- | ------------- | ------------- | ------- |
| 冬瓜山庄、溪灞庄、竹篙厝庄                                             | 第9區  | 第11區 | 紅水溝區      | 冬瓜山庄      | 冬山庄        | 冬山          | 冬山鄉  |
| 火燒圍庄、石頭圍庄、內城庄、尛尛庄、阿兼城庄、民壯圍庄、里腦庄（部分） | 第9區  | 第11區 | 紅水溝區      | 阿兼城庄      | 冬山庄        | 阿兼城        | 冬山鄉  |
| 鹿埔庄、龍目井庄、松樹門庄、茅埔圍庄、大陂圍庄                         | 第9區  | 第11區 | 紅水溝區      | 鹿埔庄        | 冬山庄        | 鹿埔          | 冬山鄉  |
| 紅水溝庄、順安庄                                                       | 第9區  | 第11區 | 紅水溝區      | 順安庄        | 冬山庄        | 順安          | 冬山鄉  |
| 打那美庄                                                               | 第9區  | 第11區 | 紅水溝區      | 打那美庄      | 冬山庄        | 打那美        | 冬山鄉  |
| 零工圍庄（部分）、公埔庄、八寶庄、員山庄                               | 第9區  | 第11區 | 紅水溝區      | 員山庄        | 冬山庄        | 員山          | 冬山鄉  |
| 太和庄、楓樹橋庄、零工圍庄（部分）                                     | 第9區  | 第11區 | 紅水溝區      | 太和庄        | 冬山庄        | 太和          | 冬山鄉  |
| 香員宅庄、里腦庄（部分）                                               | 第9區  | 第11區 | 紅水溝區      | 香員宅庄      | 冬山庄        | 香員宅        | 冬山鄉  |
| 廣興庄、柯仔林庄                                                       | 第10區 | 第10區 | 清水溝區      | 廣興庄        | 冬山庄        | 廣興          | 冬山鄉  |
| 蕃地                                                                   | -      | -      | 叭哩沙區      | 小南澳庄      | 冬山庄        | 小南澳        | 冬山鄉  |
| 埤頭庄、南担社、武淵庄、武淵社                                         | 第7區  | 第12區 | 羅東區        | 武淵庄        | 冬山庄        | 武淵          | 冬山鄉  |
| 八仙庄、九份庄                                                         | 第7區  | 第12區 | 羅東區        | 九份庄        | 冬山庄        | 九分          | 冬山鄉  |
| 武罕庄、武罕社                                                         | 第7區  | 第12區 | 羅東區        | 武罕庄        | 冬山庄        | 武罕          | 冬山鄉  |
| 珍珠里簡庄、珍珠里簡社                                                 | 第7區  | 第12區 | 羅東區        | 珍珠里簡庄    | 冬山庄        | 珍珠里簡      | 冬山鄉  |
| 上補城地庄、下補城地庄、里腦庄（部分）、里腦社                         | 第7區  | 第12區 | 羅東區        | 補城地庄      | 冬山庄        | 補城地        | 冬山鄉  |
| 奇武荖庄、奇武荖社                                                     | 第7區  | 第12區 | 羅東區        | 奇武荖庄      | 冬山庄        | 奇武荖        | 冬山鄉  |
| 三堵庄                                                                 | 第13區 | 第13區 | 利澤簡區      | 三堵庄        | 冬山庄        | 三堵          | 冬山鄉  |

## 長
- 藍廷珪：1920年至1926年（原任宜蘭廳庶務課雇，曾任羅東公學校訓導）
- 江兆麟：1927年至1934年（曾任紅水溝區書記）
- 上岡彌三郎：1935年至1937年（後任五結長）
- 山元賢一：1938年至1941年（原任海山郡役所警察課警部，後任新店庄長）
- 坂井高三郎：1942年至1945年[12]

## 設施
- 冬山庄役場（舊冬山鄉公所，宜蘭縣歷史建築）
- 冬山公學校→冬山國民學校（今冬山國小）
- 順安公學校→順安國民學校（今順安國小）
- 武淵公學校→武淵國民學校（今武淵國小）